# Chika
Chika, celým jménem Jane Chika Oranika, (* 9. března 1997 Montgomery) je americká rapperka. Pochází z rodiny nigerijského původu. Po dokončení střední školy byla přijata na Berklee College of Music, ale kvůli vysokému školnému nakonec nastoupila na Univerzitu Jižní Alabamy. Po prvním ročníku studium ukončila a začala rozvíjet hudební kariéru. Svůj první singl „No Squares“ vydala v dubnu 2019. V červnu toho roku podepsala smlouvu s vydavatelstvím Warner Records. Toho roku vydala několik dalších singlů a hostovala v písni „Sabotage“ zpěvačky JoJo. V březnu 2020 vydala u Warner Records extended play Industry Games. Rovněž hostovala v písni Stevieho Wondera a ztvárnila menší roli ve filmu Project Power. V roce 2021 byla nominována na Cenu Grammy.